# Jakubów (gmina w województwie zielonogórskim)

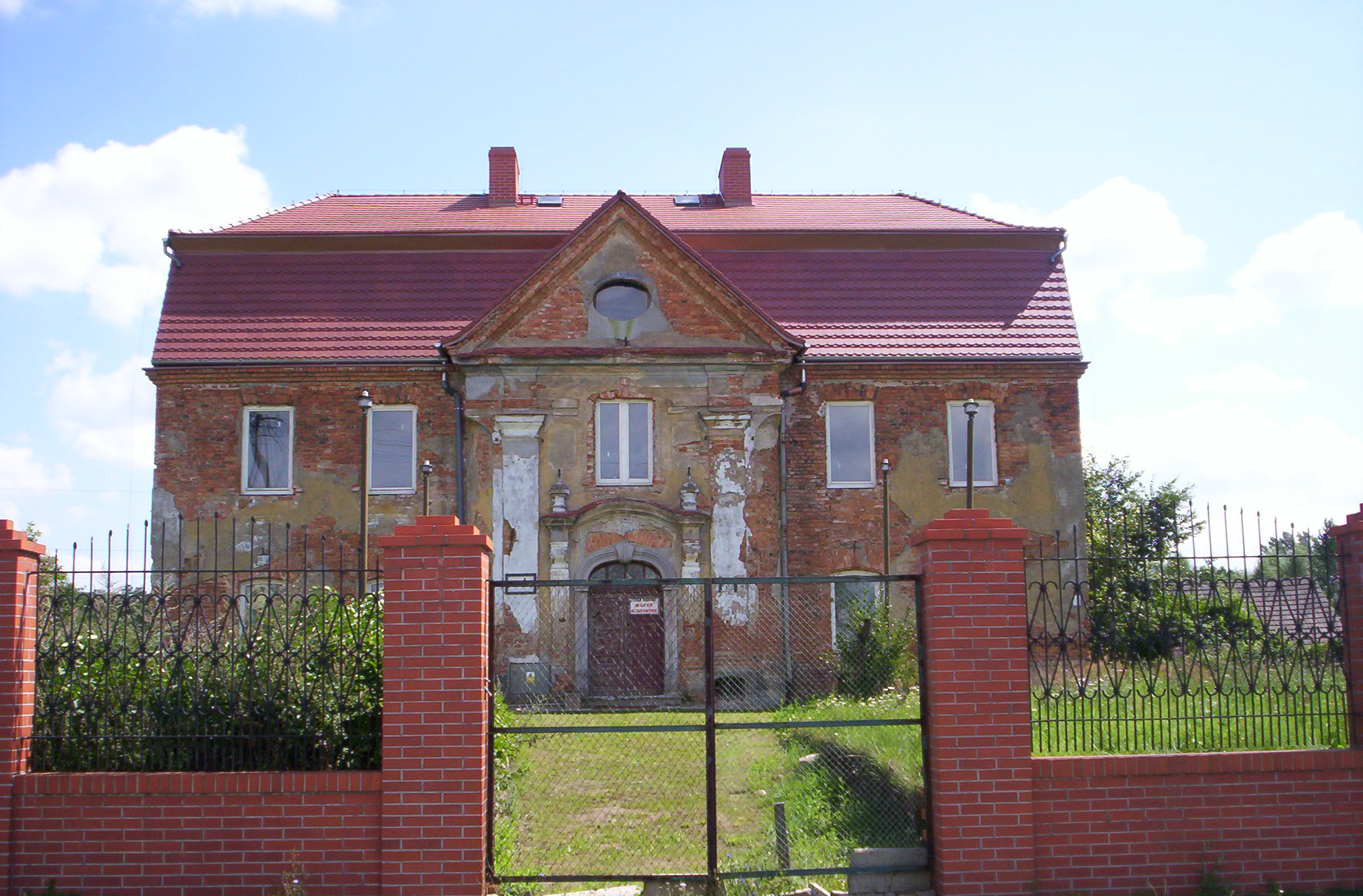
Stara szkoła w Jakubowie

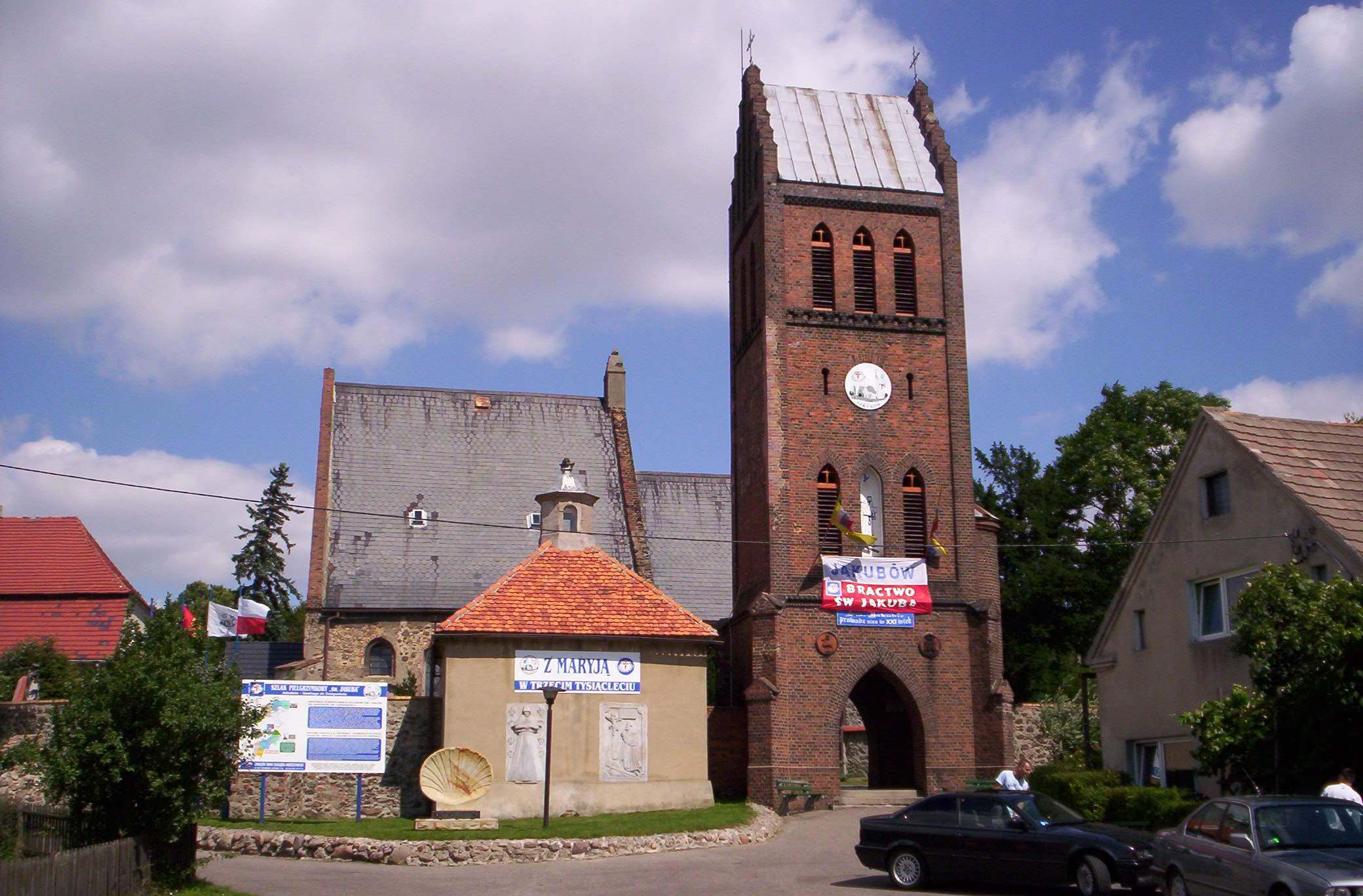
Kościół w Jakubowie

Jakubów (Radwanice) (od 195? Radwanice) – dawna gmina wiejska istniejąca w latach 1945–1954 w woj. wrocławskim i woj. zielonogórskim (dzisiejsze woj. lubuskie). Siedzibą władz gminy był początkowo Jakubów, a następnie od 1946 Radwanice.
Gmina Jakubów powstała po II wojnie światowej na terenie tzw. Ziem Odzyskanych (tzw. II okręg administracyjny – Dolny Śląsk). 28 czerwca 1946 gmina – jako jednostka administracyjna powiatu głogowskiego – weszła w skład nowo utworzonego woj. wrocławskiego. 6 lipca 1950 gmina wraz z całym powiatem głogowskim weszła w skład nowo utworzonego woj. zielonogórskiego.
Według stanu z 1 lipca 1952 gmina składała się z 13 gromad: Buczyna, Drożów, Drożyna, Jabłonów, Jakubów, Kłębanowice, Lipin, Łagoszów Wielki, Nowa Kuźnia, Nowy Dwór, Przesieczna, Radwanice i Sieroszowice. Gmina została zniesiona 29 września 1954 wraz z reformą wprowadzającą gromady w miejsce gmin. Wraz z kolejną reformą administracyjną (reaktywującą gminy) 1 stycznia 1973 przywrócono jednostkę o nazwie gmina Radwanice w tymże powiecie i województwie.